# Iwogumoa montivaga
Iwogumoa montivaga là một loài nhện trong họ Amaurobiidae.
Loài này thuộc chi Iwogumoa. Iwogumoa montivaga được miêu tả năm 1998 bởi Jia-Fu Wang & Ono.